# 既経過保険料
既経過保険料（きけいかほけんりょう）とは、保険会社が受け取った保険料のうち当期の補償にあてるべき保険料のことをいう。
既経過保険料は、現在はコンピュータを使用して個々の契約単位に集計してより正確な数字を求めることができるが、実務上は次の簡便な手法によっている。

## 既経過保険料の計算方法
当期間の保険契約についての計上保険料のうち、当期間相当分を求めるが、集計する期間によって次の計算方法がある（他に、1/12法、1/365法などがある）。

### 1/24法
月別に集計した計上保険料を用い、各月の数字をすべて月央始期とみなして既経過保険料を計算する。例えば、保険期間1年、年払契約の4月に始まる会計年度の既経過保険料は次のとおりとなる。
- 前期4月計上保険料：計上保険料×1/24（前期分は23/24、当期分は1/24）
- 前期5月計上保険料：計上保険料×3/24（前期分は21/24、当期分は3/24）

……
- 前期3月計上保険料：計上保険料×23/24（前期分は1/24、当期分は23/24）
- 当期4月計上保険料：計上保険料×23/24（前期分は1/24、当期分は23/24）
- 当期5月計上保険料：計上保険料×21/24（当期分は21/24、翌期分は3/24）

……
- 当期3月計上保険料：計上保険料×1/24（当期分は1/24、翌期分は23/24）

### 1/2法
年度別に集計した計上保険料を用い、各年度の数字をすべて年央始期とみなして既経過保険料を計算する。
- 前年度計上保険料：計上保険料×1/2（前期分は1/2、当期分は1/2）
- 当年度計上保険料：計上保険料×1/2（当期分は1/2、翌期分は1/2）

## 会計数字
会計上は、次の計算式により算出する。
- 既経過保険料＝当期計上保険料＋前期末未経過保険料－当期末未経過保険料